# Partenope (nave)
Quattro navi da guerra hanno portato il nome Partenope nella marina italiana
- La prima Partenope fu un vascello a tre ponti, carena ramata, 74 cannoni e 18 carronate, varata nel 1786 a Castellammare di Stabia. Operò in azioni contro le flottiglie di barbareschi (come erano denominate le popolazioni dei litorali africani affacciati sul Mediterraneo) e nel 1795 si unì alla squadra inglese a Livorno nelle operazioni belliche contro la Francia rivoluzionaria e a tutela dei locali interessi napoletani (Stato dei Presidii). Fu affondata nel gennaio del 1799 all'imboccatura del porto di Castellammare di Stabia per renderlo inagibile agli occupanti francesi.

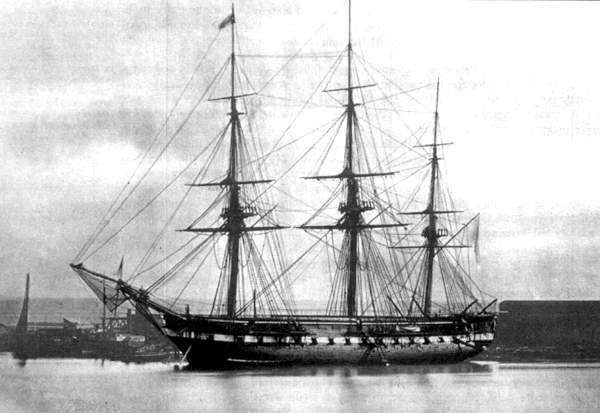
La seconda Partenope nel porto di Napoli, presumibilmente (vds. bandiera) ante 1860.

- La seconda Partenope fu una fregata in legno e a vela, carena ramata, costruita a Castellammare di Stabia nel 1834. Era armata con 26 cannoni da 24, 4 cannoni da 60 e 20 obici da 30.  Iniziò l'attività come nave scuola del Real Collegio di Marina. Nel 1843 fece parte della squadra che scortò in Brasile la principessa Teresa Cristina di Borbone sposata all'Imperatore Pietro II del Brasile. Prese parte alla spedizione contro la Sicilia insorta nel 1848-1849. Nel 1860 partecipò alla cattura delle navi Piemonte e Lombardo a Marsala dopo che ne erano sbarcati i garibaldini. Fu la sola unità della flotta che, sotto il comando del Capitano di Fregata Roberto Pasca ed aderendo all'ordine del Sovrano Francesco II, lo seguì a Gaeta. Essa passò nel 1861 a far parte della Regia Marina, divenendo nave scuola cannonieri. Fu radiata nel 1868.
- La terza  Partenope fu un incrociatore torpediniere in ferro, costruito a Castellammare di Stabia nel 1889 ed entrato in servizio nel 1890. Nel 1906 fu trasformato in nave affondamine. Venne silurata ed affondata il 23 marzo 1918 mentre era in servizio di scorta a un convoglio di piroscafi al largo di Biserta.
- La quarta Partenope fu una torpediniera, costruita nei Bacini e Scali Partenopei nel 1937–1938 ed entrato in servizio nel 1938. Attiva durante la seconda guerra mondiale, venne catturata a Napoli l'11 settembre 1943 dalle truppe tedesche e fu ritrovata ridotta ad un relitto dopo la liberazione della città. Recuperata nel 1945, venne demolita.